# Lewica (Luksemburg)
Lewica (luks. Déi Lénk) – luksemburska partia polityczna powstała w 1999 roku, określająca swoją ideologię jako demokratyczny socjalizm. Uznaje się za opozycję wobec socjaldemokracji.
W wyborach parlamentarnych w 1999 roku uzyskała 3,3 procent poparcia i jeden mandat poselski w parlamencie, posłem partii został André Hoffmann. W 2004 roku uzyskała niespełna 1,9 procent, tracąc przy tym mandat poselski. Spowodowane to było startem konkurencyjnej Komunistycznej Partii Luksemburga. W 2009 roku na skutek spadku notowań socjaldemokratów, Lewicy udało się powtórzyć wynik z 1999 roku, mimo konkurencji z listą komunistów obydwie partie zanotowały wzrost poparcia.